# Scolopendrellidae
Scolopendrellidae es una familia de miriápodos en la clase Symphyla. Scolopendrellidae aloja 7 géneros y por lo menos 30 especies descriptas.

## Géneros
- Geophilella
- Pseudoscutigerella
- Scolopendrella
- Scolopendrellina
- Scolopendrellopsis
- Symphylella
- Symphylellopsis